# Polemon I. Pontski
Polemon I. Pitodor (grško Полемон Питходорос, Polemon Pithodoros)  je bil Rimu podložen kralj Kilikije, Ponta, Kolhide in Bosporskega kraljestva. Bil je sin in dedič Zenona in morda Trifene.  

## Življenje
Polemon je bil anatolski Grk. Njegov oče Zenon je bil govornik in ugleden aristokrat iz Laodikeje na Liku v Anatoliji. Zenon je podpiral Hibreja, govornika in vidnega politika v Milasu, glavnem mestu Karije, ki je imel težave z rimskim generalom Kvintom Labienom zaradi svojih  sarkastičnih komentarjev. Bil je tudi prijatelj in zaveznik rimskega triumvirja Marka Antonija. 
Po Apijanu je Mark Antonij na vzhodnih območjih Rimskega cesarstva pod svojim nadzorom postavil klientske kralje pod pogojem, da so plačevali davek. V Anatoliji je bil Polemon imenovan za kralja dela Kilikije, Darij, sin Farnaka II. in vnuk Mitridata VI., za kralja Ponta, in Aminta za kralja Pizidije. Imenovanja so se zgodila  leta 37 pr. n. št. pred Mark Antonijevo vojno s Parti.
Po Kasiju Dionu je Polemon leta 36 pr. n. št. sodeloval v pohodu Marka Antonija proti Partskemu cesarstvu. Bil je v enoti, ki jo je vodil Opij Stacij, ki so jo napadli in pobili Parti in Medijci. Polemon je bil edini, ki je preživel. Bil je ujet in nato  za odkupnino izpuščen. Mark Antonij je po porazu v vojni proti Partom dodelil kneževine: Amintu je dodelil Galatijo in nato dodal Likaonijo in dele Pamfilije, Arhelaju pa po izgonu Ariarata Kapadokijo. Leta 35 pr. n. št. je želel izvesti pohod proti armenskemu kralju Artavazdu II., zato je k Artavazdu I. Atropatenskemu poslal Polemona, da bi pridobil njegovo zavezništvo. Misija je bila uspešna. Ko je bil leta 31 pr. n. št. sklenjen sporazum, je Polemon za nagrado dobil Malo Armenijo.
Leta 26 pr. n. št. je bil Polemon, ki ga je Kasij Dion opisal kot pontskega kralja, "vpisan med prijatelje in zaveznike rimskega ljudstva. Senatorjem je bil podeljen privilegij, da zasedejo prve sedeže v vseh gledališčih njegovega kraljestva".
Strabon je nakazal, kako bi lahko Polemon postal pontski kralj. Napisal je, da sta Polemon in Likomed Komanski v Sagiliju napadla Arsaka, enega od sinov Farnaka II. Pontskega, ker je "igral dinasta in poskušal izvesti revolucijo brez dovoljenja katerega od prefektov". Zasedla sta Sagilij, Arsak pa je pobegnil v gore, kjer je stradal brez hrane in vode. Pompej je namreč ukazal zapreti vodnjake s skalami, da bi roparjem preprečil skrivanje po gorah. Arsak je bil zatem ujet in usmrčen. Arsak je verjetno zahteval prestol, ker je bil vnuk Mitridata VI. Pontskega, zadnjega kralja neodvisnega Pontskega kraljestva. Polemon je verjetno prevzel kraljevi naslov v Pontu zaradi vloge, ki jo je imel pri zatiranju Arsakovega upora. V kasnejšem odlomku Kasij Dion pojasnjuje,  da je bil Polemon "kralj tistega dela Ponta, ki meji na Kapadokijo ... ", iz česar sledi, da je bilo Pontsko kraljestvo dodeljeno več podložnim kraljem. 
Plutarh je Polemona uvrstil med enajst podložnih kraljev, ki so poslali čete v podporo Marku Antoniju v bitki pri Akciju leta 31 pr. n. št., v kateri se je spopadel z Oktavijanom. Polemon je bil med petimi kralji, ki niso osebno sodelovali v bitki.
V enem od dogodkov, ki vključuje Polemona, Kasij Dion pravi, da je  Mark Vipsanij Agripa je poslal Polemona proti nekemu Skriboniju, ki je trdil, da je vnuk Mitridata VI., in da je po smrti bosporskega kralja Asandra od Avgusta prejel Pontsko kraljestvo. Poročil se je z Asandrovo ženo Dinamido, hčerko Farnaka II., ki ji je mož zaupal regentstvo nad kraljestvom. Skribonij je preko njega zdaj obvladoval tudi Bosporsko kraljestvo. Ko se je Polemon približal Kimerskemu Bosporju (Krim), so se mu prebivalci zoperstavili, ker so se bali, da se bo razglasil za njihovega kralja, in ubili Skribonija. Polemon je upornike premagal, vendar ni mogel zadušiti upora, dokler ni v Sinop  prišel Agripa in pripravil pohod na upornike. Uporniki so se mu nato predali in Polemon je bil razglašen za njihovega kralja.
Datum Polemonove smrti ni znan. Eden od napisov kaže, da je bil na prestolu še konec leta 2 pr. n. št. Mogoče je tudi, da je umrl okoli leta 8 pr. n. št.
Strabon je zapisal, da je Polemon oplenil Tanais, grško mesto v Meotskem močvirju (delta Dona), ker "ga ni hotelo ubogati". Polemon je osvojil Kolhido, pod pretvezo prijateljstva napadel Aspurgijane, vendar so ga ti premagali, ulovili in ubili. Strabon je zapisal tudi to, da je bila po Polemonovi smrti "njegova [druga] žena Pitodorida Pontska kraljica ne samo Kolhide, ampak tudi Trapeza in Farnakije ter barbarov, ki živijo na teh ozemljih ... ".

## Zakonske zveze
Polemon je s poroko s svojo prvo ženo Dinamido postal očim Tiberija Julija Aspurga, njenega sina iz prvega zakona. Zdi se, da je Dinamida po Polemonovi smrti ponovno pridobila Bosporsko kraljestvo in da je vladala do leta 7 ali 8 n. št. Mogoče je tudi, da je umrla že leta 14 pr. n. št.
Polemonova druga žena je bila Pitodorida Pontska, anatolsko grškega in rimskega porekla. Pitodorida je bila prva Mark Antonijeva vnukinja. Strabon je zapisal, da je bila hči Pitodorja iz Tralesa. Nekaj pove tudi o obeh Pitodoridinih in Polemonovih sinovih in hčerki:
- Zenon, znan tudi kot Zenon-Artaksij ali Artaksij III., je leta 18 n. št. postal kralj Velike Armenije in vladal do svoje smrti leta 35 n.  št. Za kralja ga je imenoval Germanik, ker je bil prestol ravno prazen in je imel podporo ljudi, saj je že od malih nog živel po armenskih običajih.
- Mark Antonij Polemon Pitodor je bil znan tudi kot Polemon II. Pontski. Strabon je zapisal, da je pred pristopom na prestol "kot zasebni državljan pomagal svoji materi pri upravljanju njenega imperija".
- Antonija Trifena je bila poročena s Kotisom VIII., kraljem Trakije. Po njegovem umoru je živela kot kraljica vdova s tremi Kotisovimi otroki. Najstarejši sin je bil na oblasti še v Strabonovem času.

Pitodorida je nasledila Polemona in vladala Tibarenom in v Kaldiji vse do Kolhide. Vladala je tudi Farnakiji in Trapezu (sodobni Trabzon). Strabon jo je opisal kot "modro žensko, sposobno voditi državne zadeve". Do njegove smrti je bila poročena z Arhelajem Kapadoškim. Vladala je še v Strabonovem času.